# Skakava Gornja
Skakava Gornja – wieś w Bośni i Hercegowinie, w dystrykcie Brczko. W 2013 roku liczyła 1352 mieszkańców, z czego większość stanowili Chorwaci.